# Saint-Jouin-de-Blavou
Saint-Jouin-de-Blavou é uma comuna francesa na região administrativa da Normandia, no departamento Orne. Estende-se por uma área de 17,76 km². Em 2010 a comuna tinha 292 habitantes (densidade: 16,4 hab./km²).